# Taeniodera cupreicollis
Taeniodera cupreicollis är en skalbaggsart som beskrevs av Thierry Bourgoin 1924. Taeniodera cupreicollis ingår i släktet Taeniodera och familjen Cetoniidae. Inga underarter finns listade i Catalogue of Life.